# Ениджевардарска каза
Ениджевардарската каза е каза в Османската империя, част от Солунския санджак на Солунския вилает в началото на XX век. Център на казата е град Енидже Вардар, а нахия е Меглен.
В 1889 година Стефан Веркович („Топографическо-этнографическій очеркъ Македоніи“) пише за Енидже Вардар като част от Сярския санджак:
| „ | Пазар (на турски Енидже), главният град на каазата Лука, е разположен в много плодородна местност. Жителите му са отчасти мюсюлмани, отчасти християни, но и едните и другите по националност са българи. | “ |

В 1895 година по Османското салнаме Ениджевардарската каза има 22 196 души мухамедани и 20 646 немухамедани. В 1898 година те са съответно 21 625, 20 683 и 1730 цигани. Към 1900 година според статистиката на Васил Кънчов („Македония. Етнография и статистика“) казата брои 24 789 българи християни, 12 170 българи мухамедани, 9 458 турци, 40 черкези, 25 християни гърци, 274 власи, 90 евреи, 1827 цигани и 60 разни или общо 48 760 души.
След Балканските войни казата остава в границите на Кралство Гърция.